# Dorohe, Dnipro
Dorohe (în ucraineană Дороге) este un sat în comuna Novooleksandrivka din raionul Dnipro, regiunea Dnipropetrovsk, Ucraina.

## Demografie
Componența lingvistică a localității Dorohe
     Ucraineană (80,33%)
     Rusă (19,67%)
Conform recensământului din 2001, majoritatea populației localității Dorohe era vorbitoare de ucraineană (80,33%), existând în minoritate și vorbitori de rusă (19,67%).